# بداية حياة صموئيل جونسون

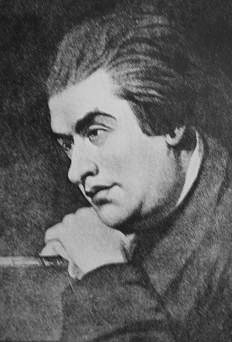
لوحة لجونسون في ثلاثينيات عمره، رسمها السير جوشوا رينولدز

كان صموئيل جونسون كاتباً إنجليزياً ولد في ليتشفيلد، ستافورد شاير (18 سبتمبر 1709- 13 ديسمبر 1784). كان رضيعاً مريضاً ظهرت عليه تشنجات لا إرادية أثرت على الطريقة التي ينظر بها الناس إليه في سنواته الأخيرة. أظهر منذ الطفولة ذكاءً عظيماً وحِرْص على التعلم، ولكن سيطرت ضغوط عائلته المادية على سنواته الأولى، وجهوده ليؤسس نفسه كمعلم في مدرسة.
بعد عام قضاه في الدراسة في كلية بيمبروك، أوكسفورد، أُجْبِرَ جونسون على المغادرة بسبب نقص الدعم المادى. حاول أن يجد وظيفة كمعلم ولكنه كان غير قادر على أن يضمن منصباً طويل المدى. في عام 1735 تزوج من إليزابيث (تيتى) بورتر، وهي أرملة تكبره بعشرين عاماً، ومسئوليات هذا الزواج جعلته يعزم على النجاح كمُرَبِّى. أسس مدسته الخاصة، ولكن لم تكن المجازفة ناجحة. انتقل بعد ذلك إلى لندن حيث قضى بقية حياته تاركاً خلفه زوجته في ليتشفيلد. بدأ في لندن كتابة مقالات لمجلة ذا جنتل مانز ماجازين، وصادق أيضاً ريتشارد سافادج، وهو شاعر طموح ادعى أنه ابن أحد النبلاء والذي بدوره تبرأ منه. كتب أخيراً «حياة السيد ريتشارد سافادج» وهي أول سيرة أدبية ناجحة له. كتب أيضاً القصيدة القوية «لندن»، وهي نسخة القرن الثامن عشر من «تهكم جوفينال الثالث»، وأيضاً المسرحية المأساوية «ايرين» والتي لم تقدم حتى عام 1749، ولم تكن ناجحة حتى بعد ذلك.
بدأ جونسون مهنته الأدبية ككاتب صغير مأجور في شارع «جراب» لكنه استمر ليقدم مساهمات دائمة في الأدب الإنجليزى كشاعر، وكاتب مقالات، وكاتب في الأخلاقيات، وروائى، وناقد أدبى، وكاتب سِيَّر، ومحرر، ومؤلف قواميس. تحتوى أعماله الأولية، خصوصاً «لندن» و «حياة السيد ريتشارد سافادج» على رؤياه للناشئة في السيرة، والأخلاق، والأدب بشكل عام.

## الوالدين
كان مايكل جونسون بائع الكتب وزوجته سارة فورد  ، والدا جونسون. كان مايكل أول بائع كتب ذى صيت في مجتمع ستافوردشاير في ليتشفيلد. ملك أيضاً مصنع مارتشمينت وهو ورق نفيس، الذي سمح له أن ينتج كتبه الخاصة.لا يُعرف عن خلفيته الكثير، ما عدا أنه وإخوته بدأوا كبائعى كتب. والد مايكل، ويليام جونسون، وُصِفَ انه جليل ونبيل في سجلات شركة القرطاسيين. لكن هناك دليل ضعيف يشير إلى أنه من عائلة نبيلة. كان ويليام هو الأول من عائلة جونسون ليتحرك لليتشفيلد ومات بعد ذلك بوقت قصير. بعد أن ترك مايكل جونسون فترة التمهن في الرابعة والعشرين من عمره، اتبع خطوات والده وامتهن بيع الكتب في شارع سادلر في ليتشفيلد. أصبح مايكل جونسون بعد ثلاث سنوات ناظر لإحدى الجمعيات الخيرية المعروفة بكوندويت لاندس ترست، وبعد ذلك بوقت قصير عُّين ناظر لكنيسة سانت مارى.
في التاسعة والعشرين من عمره، خطب مايكل جونسون ليتزوج من امرأة محلية، وهي مارى نيلد، ولكنها ألغت الخطوبة. بعد عشرين عاماً، وفي عام 1706 تزوج سارة فورد، تنحدر من عائلة متوسطة تمتهن الزراعة والطحن، وكانت تصغره باثنى عشر عاماً، وهي ابنة كورينليوس فورد. على الرغم من أن العائلتين كانا يملكان مالاً، إلا أن صاموئيل جونسون ادعى أنه نشأ في فقر. إن ما حدث بين فترة ولادة جونسون وزواج والديه غير مؤكد، بعد ثلاث سنوات ليحدث انحدار في ثروة العائلة، ولكن أصبح مايكل جونسون سريعاً مغموراً بالديون التي لم يكن قادراً على سدادها.

## الطفولة

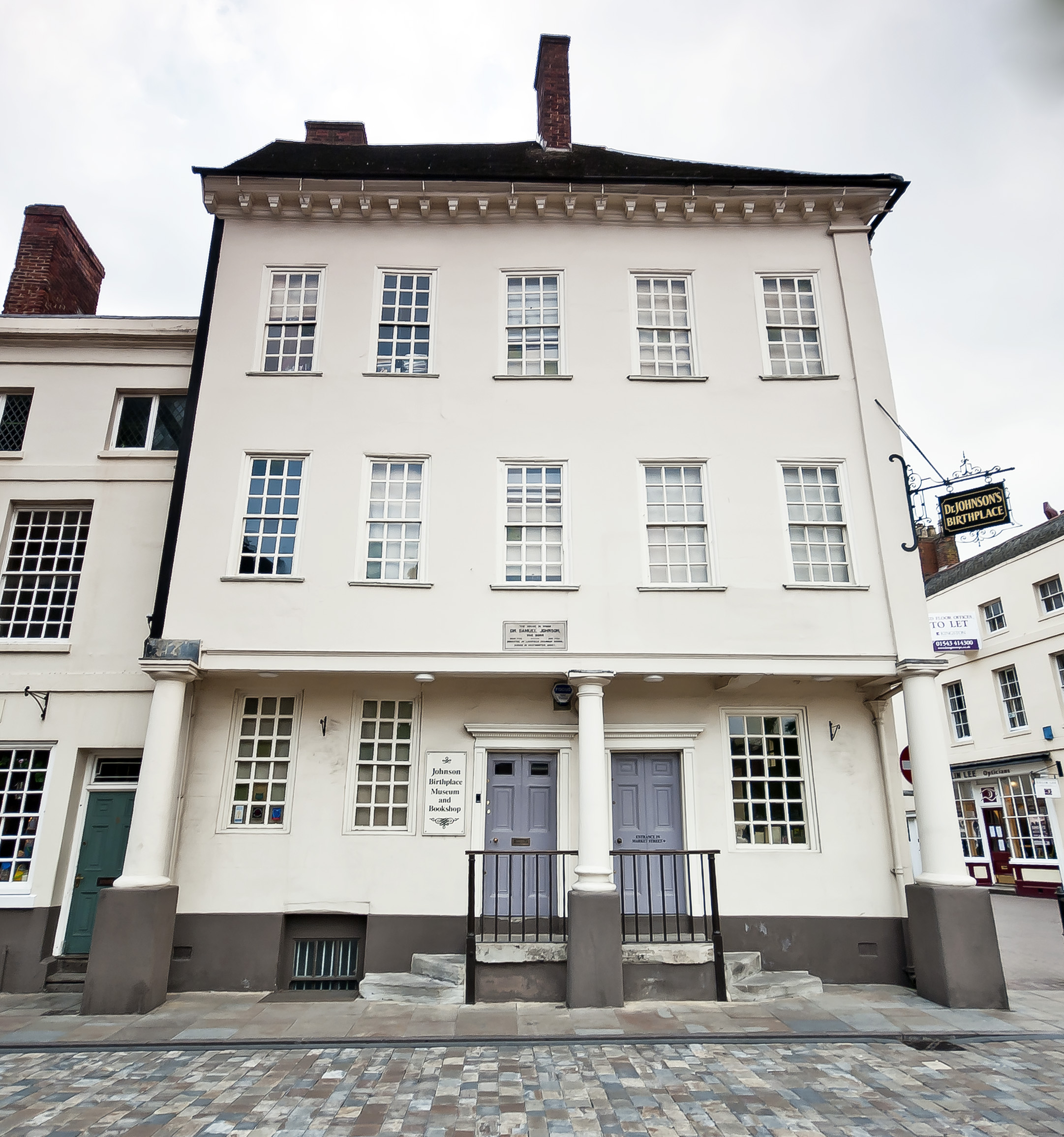
مكان ولادة جونسون في ميدان السوق، ليتشفيلد

وُلِدَ جونسون في ليتشفيلد في تمام الرابعة مساء يوم الأربعاء 18 سبتمر 1709 في بيت العائلة أعلى متجر الكتب الخاص بوالده، قرب ميدان السوق، في مقابل كنيسة سانت مارى. كانت والدته في الأربعين من عمرها حينما أنجبت، وهو أمر أثار القلق حيث تم إحضار كل من جورج هيكتور القابل وجراح ذو سمعة كبيرة للمساعدة أثناء الولادة. سُمِّى الطفل جونسون على اسم شقيق سارة، صاموئيل فورد. لم يبكِ، ومع شكوك أحاطت صحة المولود قالت عمته «أنها لم تكن لتلتقط طفل فقير مقله من الشارع». لأنه كان أمراً مقلقاً أن الطفل من الممكن أن يموت، استُدعى نائب كنيسة سانت مارى ليُجري المعمودية. تم اختيار اثنين من الآباء الروحانيين: صاموئيل سوينفن وهو طبيب وخريج كلية بيمبزوك، وريتشارد وِكفيلد، وهو محامى وطبيب شرعى، وكاتب بلدة ليتشفيلد.
تحسنت صحة جونسون ووُضِعَ في رعاية جون ماركليو التمريضية. خلال هذه الفترة تعاقد على ما هو متعارف عليه بسكروفولا والمعروف في هذا الوقت كملك الجان. أوصى سير جون فلوير الطبيب السابق لتشارلز الثانى، أن جونسون الصغير يجب أن يتلقى اللمسة الملكية، التي تلقاها من الملكة آن في 30 مارس 1712 في قصر سانت جيمس. أُعطى جونسون وشاح كذكرى للحدث، الذي ادعى أنه قد ارتداه لبقية حياته. ومع ذلك، لم يكن هذا الفعل ذا جدوى وأُجريت عملية له تركته بندبٍ دائم يعبر وجهه وجسده. أنجبت سارة بعد ذلك ولداً ثانياً، اثانيل. وَضْع طقلين وَضَعَ ضغوط مالية على الأسرة، ما لم يعد مايكل قادر ليعلوا على قمة الديون التي قد تراكمت على مر السنين، ولم تعد عائلته قادرة على الحفاظ على نمط الحياة الذي كانت تتمتع به سابقاً.
أبدى جونسون كطفل علامات تدل على ذكاء عظيم، ووالديه، بسبب ما حدث له لاحقاً، استغرقوا في الافتخار بعرض إنجازاته المكتسبة حديثاً. بدأ تعليمه سن الثالثة حينما بدأت والدته لتجعله يحفظ ويتلو قطع من كتاب الصلوات العامة. حينما أصبح جونسون في الرابعة من عمره، أُرسِل إلى مدرسة قريبة في شارع دام، حيث «ديم» آن أوليفر المالكة، كانت تعطى دروساً لأطفال صغار في حجرة معيشة الكوخ. استمتع جونسون بالخصوص بوقته مع ديم أوليفر متذكراً إياها لاحقاً بولع. في عمر السادسة أُرسِل إلى صانع أحذية متقاعد ليُكمِل تعليمه، وبعد سنة أُدرِج في مدرسة ليتشفيلد جرامر، تميز في اللغة اللاتينية تحت رعاية همفرى هاويس معلمه في المدرسة الأقل من تلك.

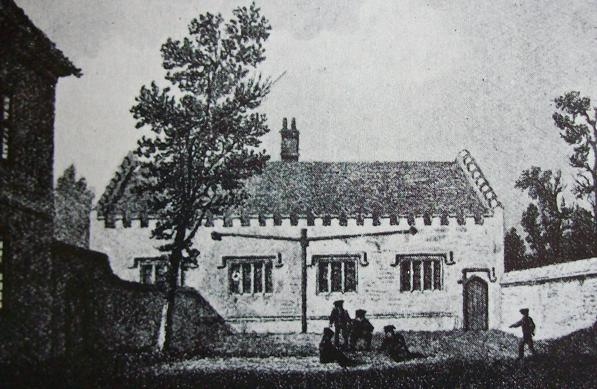
طبعة مأخوذة عن مدرسة ليتشفيلد جرامر

بدأ خلال هذا الوقت يظهر على جونسون تشنجات لا إرادية التي كانت ستؤثر على نظرة الآخرين له في السنوات الأخيرة من حياته، والتي كانت الأساس لتشخيص وفاعته بمتلازمة توريت (تى أس). تطورت الـ تى أس في الطفولة؛ وتبعت مسار موثوق إلى حدٍ ما في سن النشوء وتاريخ اشتداد الأعراض. ربما ظهرت التشنجات اللا إرادية في عمر الثامنة عشر، ولكن السن الأكثر عرضة لها في ن النشوء من الخامسة إلى السابعة. تجلت تشنجات جونسون اللا إرادية وإيماءاته بعد سكوروفولة طفولته وأشارت الدراسات إلى أن العوامل البيئية والمُعديةـــ بينما لا تسبب توريت ــــ تستطيع أن تؤثر على شدة الاضطراب.
يصف بيرس ميلاد جونسون أنه «شئ صعب جداً وخطير»، ويضيف أن جونسون كان مريضاً بالعديد من الأمراض طوال حياته: «عانى من نوبات اكتئاب، والشعور بالذنب، وأرق معتاد، وعانى من خوف مرضى من الشعور بالوحدة والموت». كمان انزعج من وازع الكف من سن العاشرة.
على الرغم من أن الـ تى أس سببت مشكلات في حياته العامة والخاصة، فإنها قدمت لجونسون «طاقة لفظية وصوتية كبيرة». برع في دراسته وتمت ترقيته إلى المدرسة العليا في سن التاسعة، بواسطة إدوارد هولبروك. أُديرت المدرسة من قِبَل القس جون هنتر، وهو رجل معروف بمنحه الدراسية ومثله مثل هولبروك، في وحشيته التي سببت أن يصبح جونسون غير راضٍ عن دراسته. ومع ذلك، خلال هذا الوقت أقام صداقة مع إدموند هيكتور، ابن شقيق قابله جورج هيكتور، وجون تايلور، اللذان بقى على اتصال معهما على حدٍ سواء طوال حياته.
كورنيليوس فورد
في سن السادسة عشر، أُعطِىَ جونسون الفرصة ليقيم مع أولاد عمه، عائلة فورد، في بيدمور، رسيستير شاير. ارتبط بكورنيليوس فورد، ابن خاله، وظف فورد معرفته بالكلاسيكيات ليدرس لجونسون بينما لم يكن يذهب إلى المدرسة. استمتع جونسون بوقته مع فورد، الذي شجع جونسون أن يتابع دراسته ليصبح أديباً. تذكر جونسون لحظة من تعاليم فورد: قال له فورد «أدرِك البريكوجينيا القادة في الأشياء... يدرك الرأس الصعبة فقط، وسوف تهز الفروع». كان فورد أكاديمى ناجح، حسن العلاقات، رفيق لشخصيات مجتمعية كثيرة مثل ألكسندر بوب.
كان فورد مدمن كحوليات والتي ساهم اللإفراط فيها في موته بعد زيارة جونسون بست سنوات. أثر هذا الحدث في جونسون بشكل عميق، وتذكر فورد في كتابه «حياة فينون» قائلاً أن قدرات فورد، «بدلاً من أن تؤثث بهجات للحواس، إنها أنها ربما تكون قد مكنته من التفضيل بين الفضيلة والحكمة». بعد قضاء ستة أشهر مع أولاد عمه، عاد جونسون إلى ليتشفيلد، لكن هَنتر، «غاضباً من وقاحة هذا الغياب الطويل»، رفض أن يسمح له أن يُكمِل في مدرسة القواعد.

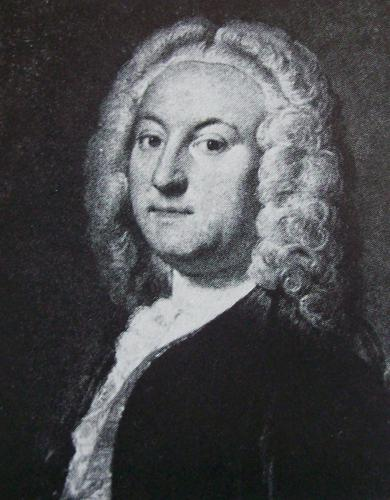
جلبرت وولميزيلى

لكونه غير قادر على أن يعود إلى مدرسة ليتشفيد للقواعد، أُدرِجَ جونسون، بمساعدة فورد وأخيه غير الشقيق جريجورى هيكمان، في مدرسة الملك إدوراد السادس للقواعد في ستوربريدج. كان جون ونتوورى مدير المدرسة، وأخذ حذره ليعمل مع جونسون على تمارينه في الترجمة. ولأن المدرسة كانت تقع بالقرب من بيدمور، كان جونسون قادراً على قضاء وقت أكثر مع عائلة فورد والتعرف على أقربائه الآخرين في المنطقة. بدأ خلال هذا الوقت كتابة قصائد وأنتج ترجمات عديدة للشعر. ومع ذلك، قضى ستة أشهر فقط في ستوربريدج قبل العودة مرة أخرى إلى منزل والديه عام 1727. حينما كان بوسويل يكتب عمله «حياة صاموئيل جونسون»، أخبره إدموند هيكتور صديق جونسون في المدرسة أن مغادرة جونسون إلى ستوربريدج ترجع جزئياً إلى مشاجرة جونسون ووينتورث والتي كانت على قواعد اللغة اللاتينية. بالنسبة للرفقة، قضى جونسون وقت مع هيكتور وجون تايلور، اثنين من أصدقائه في المدرسة، وسريعاً ما وقع في الحب مع أخت هيكتور الصغيرة آن، لم يكن ليستمر الحب الأول هذا، وادعى جونسون بعد ذلك لبوسويل، «أنها كانت أول امرأة أقع في حبها. سقطت من عقلى تدريجياً، لكن أنا وهي دائماً ما نَكِّن لطفاً لبعضنا البعض».
وبدأ مستقبل جونسون يبدو غامضاً الآن، لأن والده كان غارقاً بالديون. ولكى يجني مالاً، رتق جونسون الكتب لوالده، على الرغم من ضعف النظرـــ نتيجة لمرض طفولته ـــ تحاشى العمل المعني. من الممكن أن جونسون قضى معظم وقته في مكتبة والده قارءاً أعمال مختلفة بانياً معرفته الأدبية. خلال هذا الوقت، قابل جونسون جلبرت وولميسلى، رئيس قلم المحكمة الكنسية وزائر دائم للمكتبة. راق جونسون وولميسلى، وناقش كلاهما مواضيع ثقافية متنوعة خلال العامين اللذان قضاهما جونسون عاملاً في المكتبة. تعلقت علاقتهما؛ حيث توفت إليزابيث هاريوتس، ابنة عم سارة جونسون في فبراير عام 1728، وتركت لها 40 يورو (حوالى 4.600 يورو بتقدير عام 2013)، والذي استُخدِمَ ليعيد جونسون للمدرسة.
الكلية
في أكتوبر 1728، أسابيع قليلة بعد أن أصبح في التاسعة عشر من عمره، دخل جونسون كلية بيمبروك، أوكسفورد كزميل عامى. لم يُغطي الإرث كل نفقاته في بيمبروك، لكن عرض أندرو كوربت، صديق وطالب في بيمبروك أن يعوض العجز. ترك كوربت بيمبروك سريعاً بعد ان وصل جونسون، ولذلك اختفى مصدر المساعدة هذا. ليواجه النفقات، سمح مايكل جونسون لابنه أن يستعير مائة كتاب من مكتبته، بتكلفة كبيرة لنفسه، ولم تعد هذه الكتب كاملة لمايكل إلا بعد أعواماً عديدة لاحقة.

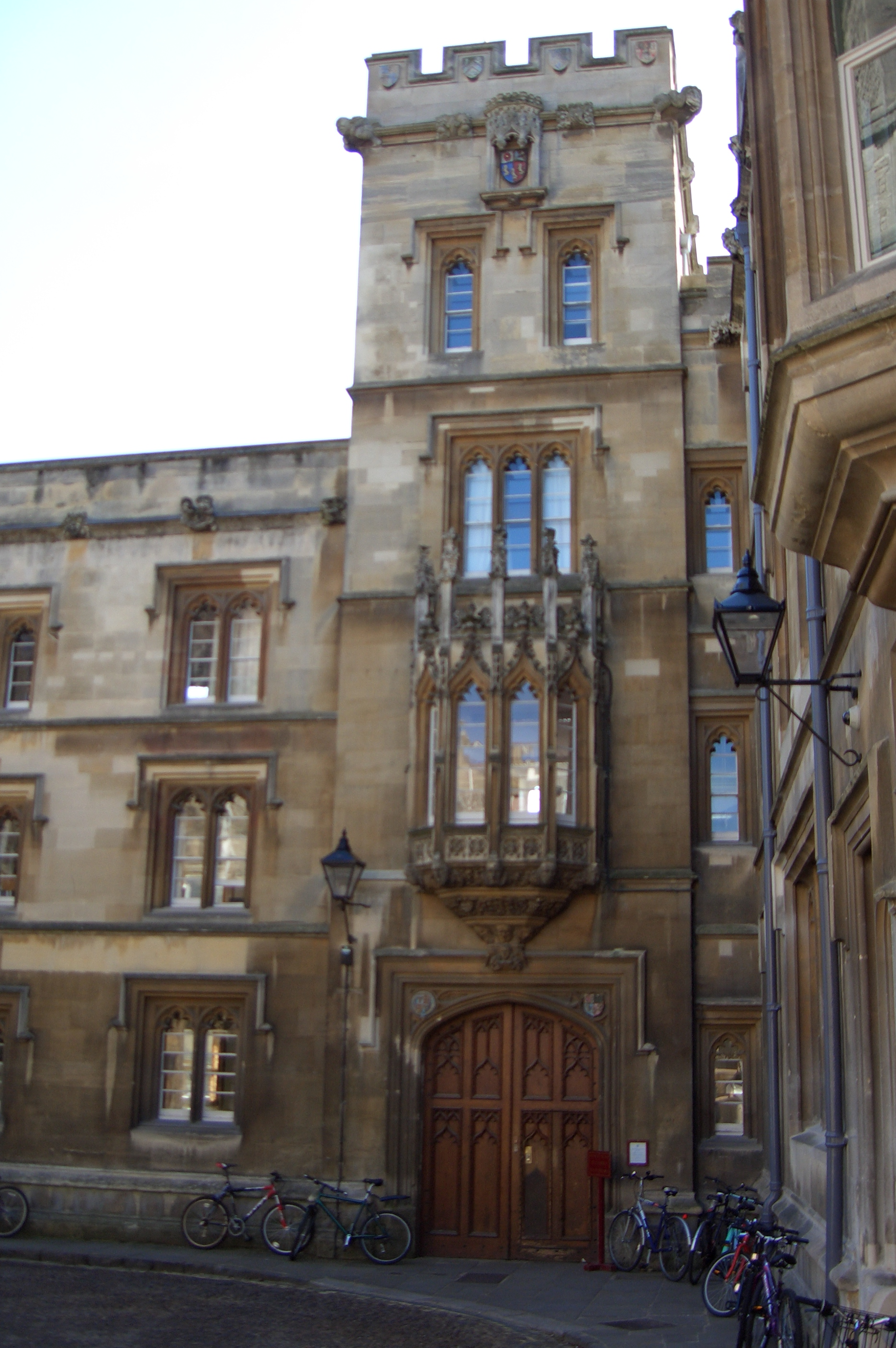
مدخل كلية بيمبروك، أوكسفورد.

في يوم مقابلة دخول جونسون لبيمبروك، قدمه والده المتلهف لمدرسيه في المستقبل، ويليام جوردن، آملاً أن يخلق انطباعاً. أثناء المقابلة كان والده «زاخماً جداً بمزايا ابنه وأخبر المجموعة أنه كان باحثاً جيداً، وشاعراً، وكتب أشعاراً لاتينية»، مما سبب لجونسون إحراج كبير. مدح مايكل لم يكن ضرورياً؛ جرت مقابلة جونسون بشكل جيد جداً حتى أن واحداً من المحاورين، ويليام آدامز ذو الستة والعشرين ربيعاً (ابن عم جوردن، مدير بيمبروك اللاحق)، ادعى أن جونسون كان «أكثر شخصاً تأهيلاً للجامعة عرفه أتى هناك». جلس جونسون خلال المقابلة، هادئاً بينما يستمع لوالده والمحاورين حتى قاطع واستشهد بكلمة ماكروبيوس. اندهش المحاورين أن «صبى في المدرسة يعرف ماكروبيوس»، وقُبِلَ في الحال.
أقام جونسون في بيمبروك صداقات عديدة، لكن أهمل العديد من المحاضرات المفروضة، وتجاهل الدعوات لكتابة القصائد. هو بالفعل اكمل قصيدة واحدة، أول تمارينه الدراسية، والتي قضى فيه وقت مشابه، والتي أثارت المفاجأة والإطراء. طلب منه لاحقاً مدرسه أن يقدم ترجمة لاتينية لعمل الكسندر بوب «ميسياه» كتمرين عيد الميلاد. أكمل جونسون نصف الترجمة في ظهيرة واحدة والبقية في الصباح التالى. وعلى الرغم من أن القصيدة جلبت له المديح، إلا أنها لم تجلب له الاستفادة المادية التي تطلع إليها. انتبه بوب للقصيدة؛ وفقاً لسير جون هاوكينز، ادعى بوب أنه لم يستطيع الفصل إذا كانت الأصل أم لا. ومع ذلك، رفض جون تايلور صديق جونسون هذا المدح لأن والد جونسون قد نشر الترجمة بالفعل قبل أن يرسل جونسون نسخة لبوب. وقد كان يستطيع بوب أن يحدد أنها نسخة طبق الأصل من النسخة المنشورة.
وبغض النظر، أبدى بوب ريه بأن العمل خرج بشكل رائع، لكن ذلك لم يمنع جونسون من كونه غاضياً جداً من أفعال والده بقطعه طريقه أن يرسل لبوب نسخة من القصيدة. ظهرت القصيدة لاحقاً في «منوعات القصائد 1731»، حررها جون هسباندس، مدرس ببيمبروك، وأول نشر حى لأيٍ من كتابات جونسون. قضى جونسون بقية حياته في الدراسة، حتى في عطلة عبد الميلاد. صاغ «خطة للدراسة» سماها «أدفيرسايا» والتي تركت غير منتهية، واستخدم وقته ليتعلم الفرنسية بينما يعمل على معرفته باللغة اللاتينية.
على الرغم من أنه أشاد بجوردن لا حقاً، جاء جونسون إلى خلافٍ معه بسبب ما اعتبره دناءة في قدرات جونسون. ثبط صديقه تايلور، الذي أتى إلى بيمبروك في مارس، من أن يأخذ جوردن كمدرسه، تم تشجيع تايلور سريعاً أن يذهب لكنيسة المسيح ليتعلم بواسطة إدموند بتمان. قدر جونسون قدرات بتمان كمحاضر وكان سيذهب غالباً ليقابل تايلور ليناقشوا المحاضرات. ومع ذلك لم يكن مع جونسون أموال حتى ليغير حذائه، ولذلك بد رحلته حافياً القدمين. ورداً على ذلك، بدأ هؤلاء، طلبة كنيسة المسيح بالسخرية من جونسون، وسريعاً ما لزم غرفته لبقية وقته في بيمبروك، مع زيارة تايلور بدلاً منه.
بعد ثلاثة عشر شهرا، واجه الفقر جونسون ليترك أوكسفور دون أن يحصل على درجة علمية، وعاد إلى ليتشفيلد. خلال أسابيعه الأخيرة في أوكسفورد، غادر جوردن بيمبروك، وأعْطِيَ جونسون، ويليام آدامز كمدرس في مكانه. استمتع بى دامز كمدرس، لكن في ديسمبر، كان جونسون بالفعل جانياً خلف رسوم جراسته، وأُجبِرَ على أن يعود لدياره ترك خلفاً العديد من الكتب التي أعاره إياه والده مسبقاً، لكلا السببين، لأنه لم يستطع أن يتحمل نفقات نقل كل الكتب وكبادرة رمزية أنه يأمل أن يعود إلى المدرسة قريباً.

## بداية المهنة
هناك تسجيل قليل لحياة جونسون بين نهاية 1729 و 1731؛ فهو في أغلب الظن عاش مع والديه حينما كان يعانى من نوبات من الألم النفسى والآلام البدينة. بعد هذه السنوات من الألم، ارتبطت تشنجاته اللإرادية وإيماءاته بـ تى أس أصبحت ملحوظة أكثر وكان «يتم التعليق عليها من قبل ملاحظين كُثُر». ولمزيد من التعقيد في حياة جونسون، كان والده غارقاً في الديون في عام 1731، وقد خسر الكثير من منزلته في ليتشفيلد. أضحت وظيفة مدرس مساعد متاحة في ستوربريدج للقواعد، لكن افتقار جونسون للدرجة العلمية جعلته يُهمَل، في 6 سبتمر 1731. بدلاً من ذلك، أقام في منزل جريجورى هيكمان، الأخ غير الشقيق لكوربيلميوس فورد، كاتباً للشعر. سمع تلك الأخبار المدمرة أن كورنيليوس قد مات في لندن في 22 أغسطس 1731؛ لاحقاً في «أناليس» الشخصى، أشار إلى تلك اللحظة كواحدة من أهم اللحظات في حياته.
في نفس الوقت تقريباً، أصبح والد جونسون مريضاً، وأضحى بحمى التهابات في نهاية العام. تُوُفِّي في ديسمبر 1731 ودفن في كنيسة سانت مايكل في 7 ديسمبر 1731. لم يترك وصية، وتلقى جونسون 20 يورو فقط من ولاية مايكل من أصل 60 يورو (8.4 ألف يورو بتقدير 2013). في حدث «تقريباً مثل التكفير الدينى»، تشرف جونسون بذكر والده بعد 50 عاماً بالعودة إلى كشك كتبه في أوتوكسيتر كتعويض ليعبر عن رفضه لتشغيل الكشك بينما يرقد والده ميتاً. أبقى ريتشارد وورنر حساب جونسون في المشهد:
... وبوستشيز إلى أوتوكسيتير والذهاب إلى الشوق في وقت الرواج، كاشفاً رأسى، واقفاً بها محتملاً ساعة قبل الكشك، الذي استخدمه والدى رسمياً، متعرضاً لاحتقار المارة، وسوء الطقس.
وجد جونسون أخيراً وظيفة كنائب مدير في مدرسة في بوسوورث ماركت، ليسسترشاير. كان أجره 20 يورو في السنة (بما يوازى 2.8 ألف يورو في 2013)، ما يكفيه ليعول نفسه. كانت تدار المدرسة بواسطة سير وولستان ديكسى، الذة سمح لجونسون أن يُدَرَّس على ا لرغم من أنه لم يملك درجة علمية. سمح ديكسى الغير تقليدى لجونسون أن يعيش في شقته الخاصة، بوسوورث هول. على الرغم من أن الترتيب يبدو متجانساً روحاً وطبعاً، إلا أن جونسون تعامل كـ «نوع من القسيس المسيطر، حتى الآن، على الأقل، إلى حد قول أن النعمة على منضدة، لكن تم التعامل معه بما قدمه من قسوة مفرطة؛ وبعد المعاناة لشهور قليلة في مثل هذه المأساة المعقدة، ترك موقفاً الذي بسبب كل حياته بعدئذٍ جمع بين أقوى قدر من الكراهية والرعب». ومع ذلك، وجد جونسون فخراً في التدريس. رغم أنه اعتقد أنه ممل. قد عاد إلى المنزل في يونيو 1732، وبعد مشاجرة مع ديكسى ترك المدرسة.
قضى جونسون وقته في ليتشفيلد باحثاً عن وظيفة في المدارس المحلية الأخرى، وبعد أن رفض وظيفة في أشبورن، قضى وقته مع صديقه هيكتور. عاش هيكتور في منزل توماس وارين، في شارع بيرمينغام الرئيسى، ودعى جونسون ليقيم كضيف في خريف 1732، كان وارين يبدأ في هذا الوقت جريدة بيرمينغام الخاصة به، ووضع مساعدة جونسون في الحسبان، على الرغم من أنه ليس هناك أي نسخ من المقالات التي كتبها في الجريدة باقية على قيد الحياة. لم يكن بقائه مه هيكتور ووارين أن يدوم، وانتقل جونسون لمنزل رجل يدعى جارفيس في الأول من يونيو 1733. خلال هذا الوقت، بدأ جونسون في الانزلاق في «حالة غياب» وبدأ يعامل أصدقائه بتعسف.
استمر اتصاله بوارين يكبر، واقترح جونسون أت يترجم قصة الأحباش لجيرو نيمو لوبو. قرأ جونسون الترجمات الفرنسية لـ آبى يواكيم لو جراند، وفكر أن نسخة أقصر ربما تكون مفيدة ومربحة. بدأ العمل على النسخة وأخذ الجزء المنجز ليُطبَع خلال شتاء 1733-1734. جسارة جونسون أجرت أفضل ما لديه، وبعد انهيار، لم يكن قادراً أن يستمر في العمل، لكنه شعر أنه مجبر على مواجهة عقده. ليُكمِل البقية، أملى جونسون مباشرةً لهيكتور، الذي أخذ بعد ذلك النسخة للمطبعة ولم يجرِ أية تعديلات. عادل شهر من العمل، وبعد عام لاحق، تم نشر عمله «رحلة للأحباش» أخيراً.
عاد جونسون إلى ليتشفيلد في فبراير 1734، حيث بدأ نسخة مشروحة من قصائد بوليزيانو اللاتينية، بقربه من تاريخ الشعر اللاتينى من بترارك إلى بوليزيانو.صُمِّمَ العمل ليملأ 480 صفحة وتزود بملاحظات مفصلة ومطابقة معلق عليها. بإكمال عمل كهذا، أَمِلَ جونسون أن يصبح معروفاً كشاعراً باحثاً مثل يوليوس قيصر سكاليجر، ودانيال، ونيكولاس هيسيوس، وديسيدريوس إراسموس، وبوليزيانو، كل من أُعجِبَ بهم جونسون. بدأ جونسون في 15 يونيو 1734 وطبع عرض من العمل في 5 أغسطس 1734. ومع ذلك لم يتلق المشروع نفقات كافية وسريعاً ما انتهى. وعلى الرغم من أن المشروع فشل، يوضح أن جونسون صنف نفسه بالإنسانية اللاتينية الجديدة.
الزواج

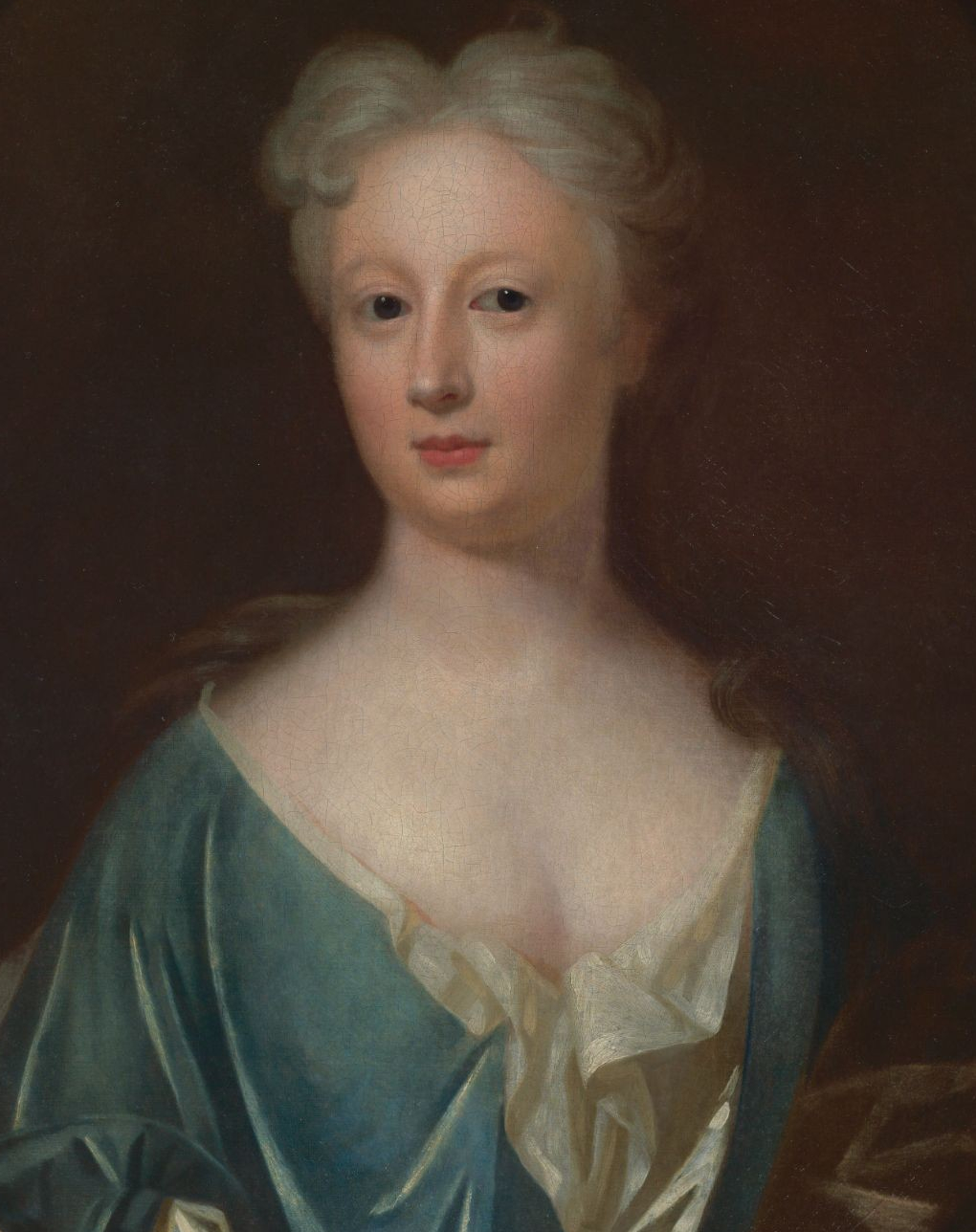
إليزابيث " تيتى " بورتر، زوجة جونسون

صنف جونسون نفسه كشاعر، وفي نوفمبر 1734 تقدم إلى إدوارد كيف ليعمل على مراجعات الشعر في مجلة ذا جنتل مانز ماجازين. قال جونسون في خطاب كُتِبَ تحت اسم اس. سميث «لأنك لا تبدو أقل إحساساً من القراء فلن تكون مستاء من عيوب مقالاتك الشعرية، إذا تواصلت معك برأى شخص سوف يتعهد بشروط عقلانية أحياناً ليشغل عموداً من أجل التطوير منها». على وجه الخصوص، اقترح جونسون إزالة دعابات المجلة المنحدرة واتهريج غير الملائم واستبدالها بعد ذلك بقصائد، ونقوش، وأطروحات أدبية قصيدة باللاتينية أو الإنجليزية كتبها هو. لم يقبل كيف اقتراح جونسون أن يكتب عموداً، لكنه عين جونسون أن يعمل على جوانب المجلة الثانوية من آنٍ لآخر.
أثناء هذا الوقت، أصبح جونسون قريباً من رجل يدعى هارى بورتر، وبقى معه أثناء مرضه العضال. توفى بورتر في 3 سبتمبر 1734، تاركاً زوجته إليزابيث جيرفس بورتر (بطريقة أخرى عرفت بـ تيتى) أرملة في سن الخامسة والأربعين، مع ثلاثة أطفال. بعد أشهر، بدأ جونسون يتودد إلى الأرملة؛ ادعى ريفيرند ويليام شاو أن «أول تحسن حتماً صدر منها، أن ارتباطها بجونسون كان عكس نصيحة ورغبة كل علاقاتها». أصبح جونسون وإليزابيث قريبين، وسرعان ما وقعا في الحب، أعجبت بجونسون جداً وادعت أنه كان «أكثر رجلاً حساساً قابلته في حياتى».
لم يكن لدى جونسون خبرة في العلاقات، لكن شجعته المرأة الغنية وتزودت له بمدخراتها الأساسية. تزوج الاثنان في 9 يوليو 1735 في كنيسة سانت ويربرف في دربى. لم توافق عائلة بورتر على الطرفين، جزئياً لأن جونسون كان في الخامسة والعشرين من عمره وإليزابيث تكبره بواحد وعشرين عام. زواج جونسون منها كأم جعل ابنها جرفيز مشمئز حتى أنه امتنع عن الكلام معها. قبل ابنها الآخر الزواج لاحقاً، وقبلت ابتها لوسى بجونسون من البداية.

## الأعمال الأولية
أُهمِلَت أعمال وحياة جونسون الأولى مواضيع خلال منحة جونسون. ونتيجة لذلك عُرِفَ في البداية بالأحداث التي أحاطت أيامه الأخيرة وأعماله الأخيرة مثل قاموس اللغة الإنجليزية. نتج عن عدم الاتزان هذا عن فشل جيمس بوسويل، صديق جونسون وصاحبه، ليناقش تفصيلة عظيمة في طفولة جونسون وبداية مهنته في «حياة صاموئيل جونسون» أشهر سيرة أدبية عن جونسون. بوسويل، خاصةً، تجاهل سياسات جونسون الأولى وكتاباته السياسية التي تبين اهتمام بإدارة سير روبرت ولبول السياسية.
يحتوى أول عمل ضخم له «قصيدة لندن»، على نسخة أولية من نظام جونسون الأخلاقى. دمج خلال القصيدة بين هجمات على سياسات ولبول والحكومة البريطانية بالأفعال غير الأخلاقية من مشاهير لندن لكى يكون سخرية من مجتمع لندن في القرن الثامن عشر بشكل عام. قارن جونسون بين لندن والامبراطورية الرومانية في انحدارها وأن الفساد السياسى والأخلاقى سبب سقوطها. على الرغم من أن جونسون لم يكن قد بدأ نقده الأدبى حتى ذلك الوقت اللاحق، يعد «لندن» مثال على ما اعتقده جونسون عما يجب أن يكون عليه الشعر: إنه شبابى ومفرح، ولكنه أيضاً يعتمد على لغة بسيطة وسهلة لفهم الصور التعبيرية.
احتوى هذا الكتاب بالفعل على بعض الأخطاء، خاصة أولئك حول ادعاء سافادج أنه الطفل غير الشرعى لرجل نبيل. كان ناجحاً في تحليله الجزئى لشعر سافادج وتصوير رؤى شخصية سافادج، لكن بالنسبة لجميع إنجازاته الأدبية لم تجلب له أو لكيف شهرة أو دخل فورى؛ مع ذلك، زود جونسون بدخل صغير في وقت مناسب في حياته. الأهم من ذلك، ساعد العمل على دخول جونسون مهنة كتابة السيرة الأدبية وقد أُدرِجَت في سلسلته الأخيرة «حيوات أبرز الشعراء الإنجليز».